# Magno Magni
Magno Magni (Canzo, 5 ottobre 1854 – dicembre 1937) è stato un imprenditore chimico italiano.

## Biografia
Magno Magni è stato uno dei pionieri dell'industria chimica italiana. 
Constatando le difficoltà delle fabbriche di Schio a procurarsi i prodotti chimici necessari, decise di fondare nel 1886 a Vicenza la Prodotti Chimici Industriali Magni e C., una delle primissime in Italia nel settore, «dalla quale deriva in linea diretta l'attuale importantissimo stabilimento della Montecatini», dove introdusse per la prima volta, accanto all'attività estrattiva, anche la produzione chimica (all'epoca indirizzata soprattutto alla fertilizzazione); insieme ad Antonio Ducco fondò nel 1908 l'Unione italiana fra consumatori e fabbricanti di concimi e prodotti chimici, che, finché trasfuse la sua attività e le sue acquisizioni nella nuova Montecatini (1920), fu l'unica azienda in Italia dedita alla ricerca in ambito chimico. Fu nominato cavaliere del Lavoro il 28 giugno 1903 per il settore dell'industria.
Magno Magni fu l'iniziatore della sistematica produzione italiana di solfato di rame, e a lui viene riconosciuto il merito del primato mondiale dell'Italia in questo settore; fu anche pioniere nel campo della sbiancatura attraverso l'acqua ossigenata, a cui fino ad allora venivano preferiti per ragioni economiche i derivati del cloro; inoltre, abbassando i prezzi e promuovendo campagne di sensibilizzazione, rese accessibile la fertilizzazione anche ai piccoli agricoltori. Il cavalier Magni fu tra i primi ad integrare a monte le produzioni di solfato di rame, superfosfati ed acido solforico con il controllo delle necessarie materie prime. Per realizzarlo, acquisì in Tunisia, con grande abilità diplomatica, un estesissimo bacino minerario, per cui ebbe dal governo francese il permesso di battere moneta ad uso dell'ingente comunità operaia (franco di Magniville). Fu inoltre il principale promotore della cooperazione tra produttori del settore chimico, l'emergente industria elettrica e le grandi agenzie finanziarie, come la Banca Commerciale Italiana ed il Credito Italiano.
Amante di letteratura, pittura, scultura e musica, fu mecenate e amico dei grandi protagonisti del Liberty italiano; a Canzo, suo paese natale, fece costruire una lussuosa villa con ampio parco (Il Grimello, ora nota come Villa Magni-Rizzoli), affidando ad Achille Beltrame e a Silvio Bicchi l'incarico di affrescarne le sale.